# Тумбала
Тумбала́ (исп. Tumbalá) — посёлок в Мексике, штат Чьяпас, входит в состав одноимённого муниципалитета и является его административным центром. Численность населения, по данным переписи 2020 года, составила 3996 человек.

## Общие сведения
Название Tumbalá с языка науатль можно перевести двояко: вращающаяся палка или дом девяти слов.
В 1559 году для евангелизации народа чоли была создана энкомьенда, куда переселялись чоли из разрозненных общин.
В 1567 построена церковь Святого Михаила.
В 1874 году образуются латифундии для культивирования и выращивания кофе.
В 1994 году построена дорога до Яхалона.